# افتخار واقعی
افتخار واقعی (انگلیسی: The True Glory) فیلمی مستند به کارگردانی کارول رید و گارسون کنین است که در سال ۱۹۴۵ منتشر شد. از بازیگران آن می‌توان به دوایت آیزنهاور اشاره کرد.